# Масаидов, Мухаммеджан Мадалиевич
Мухаммеджан Мадалиевич Масаидов (1901, Худжанд — 20 октября 1938) — таджикский советский государственный деятель, ветеран просвещения и культуры Таджикистана.

## Биография
Мухаммеджан Масаидов родился в 1901 году в таджикской семье. Окончил русско-туземную 3-годичную школу в Ходженте (1917). С 1919 года он был членом Компартии.

## Трудовая деятельность
Мухаммеджан Масаидов начал трудовую деятельность в 1917 году сторожем и белильщиком в Ходженте. В 1922—1926 годах работал секретарём Угоркома комсомола, секретарём ЧК, секретарём Угоркома партии в Ходженте, в 1926—1928 годах — ответственным секретарём окружкома партии в Сурхандарье Узбекской ССР, заместителем начальника политотдела Узбригады РККА в Самарканде, 02.1929—1930 — Нарком просвещения ТаджССР, в 1930 г. ответственный секретарь Кулябского окружкома партии, в 1931 г. председатель ВСНХ ТаджССР, а в 1931—1934 студент Промакадемии в Москве, в 1934—1936 годах Нарком местной промышленности ТаджССР, в 1936—1937 годах Нарком лёгкой промышленности ТаджССР .